# Ana Piterbarg
Ana Magdalena Piterbarg, née à Buenos Aires, le 14 avril 1971 est une réalisatrice et scénariste argentine.

## Biographie
Ana Piterbarg se forme au cinéma, à l'École Nationale d'Expérimentation et Réalisation Cinématographique (ENERC).
Elle réalise son premier long métrage en 2012. Viggo Mortensen incarne le rôle principal du film. Il s'agit d'un anti-héros qui s'invente une autre vie. Il endosse le rôle de son frère décédé. Ce qui l'amène à endosser également ses crimes. Le film sort en France sous le titre Usurpateur.
Toujours dans le genre thriller, elle réalise en 2014, Alptraum. Un dramaturge paranoïaque est pourchassé par une créature mythique, un krampus.
Ana Piterbarg réalise également de nombreux films pour la télévision.

### Cinéma
- 1997: Interne 6 (court-métrage)
- 2012: Usurpateur (Todos tenemos un plan)[6]
- 2017: Alptraum, 84min

### Télévision
- 1999: Campeones de la vida, en 179 épisodes
- 2003: Malandras, réalisation du premier épisode
- 2004: Loco por ti, épisode El viagra
- 2005: Los Galindo, épisode La Nana
- 2015: Los siete locos y los lanzallamas, épisode 1.1

## Prix et distinctions
- grand prix du jury, Miami film festival, 2013
- meilleur film, fondation international visionary, 2012

## Liens Externes
- Ressources relatives à l'audiovisuel :   - Allociné
  - Filmportal
  - IMDb
- Notice dans un dictionnaire ou une encyclopédie généraliste :   - Deutsche Biographie
- Notices d'autorité :   - VIAF
  - ISNI
  - BnF (données)
  - IdRef
  - LCCN
  - GND
  - Espagne
  - Norvège
  - WorldCat